# Barátok közt (7. évad)
A Barátok közt 7. évadát (2004. augusztus 23. – 2005. július 22.) 2004-ben kezdte sugározni az RTL Klub.
2004. december 22-23.-án (2751.-2754. rész) egy 4 részes karácsonyi különkiadást mutattak be.

## Az évad elején történtek
Tóni és Norbi nem is sejti, hogy Noémi veszélybe került. Géza kimenti Brigittát Dezső karmai közül. Miklós kétfrontos harcra szánja el magát. Noémi szerencsésen megússza az ellene elkövetett támadást. Tónit viszont nagyon megviselik a történtek, mivel magát hibáztatja a szörnyű esetért. Dezső elhatározza, hogy ha már ő nem szerezheti meg Brigittát, akkor egy életre elveszi Géza kedvét is a lánytól. Miklós több vasat is tűzben tart, hogy félrevezesse Andrást, és megtudja, mit forgat a fejében Zsolt. Zsolt visszautasítja Andrea egy fontos ajánlatát, és kellemetlen incidensbe bonyolódik Magdival. Pál elhagyja a hitvesi ágyat és egy hatalmas monoklival ébred. Krisztián egy váratlan kívánsága felborzolja György idegeit.
Miklós kibékül Andrással, de magában bosszút forral a megaláztatásért. Zsolt már előre örül, hogy ő lesz a kávéház vezetője. Miklós értesíti Claudiát, hogy mégis hajlandó vele dolgozni, csak hogy tönkretehessék a Berényi-céget. Közben Nóra leszidja Zsoltot, mert ő agyalta ki a titokzatos levelet és a rejtélyes ajándékokat. Miklós felkéri Gézát, segítsen végleg leszámolnia Zsolttal.
Norbi megpróbálja kihúzni Tónit a patakból, de ő is beleesik. Noémi táskáját ellopják, de a lány követi támadóját egy elhagyott épületbe, aki aztán sarokba szorítja. Noémi sikertelenül próbálja elérni telefonon Lászlót. Aztán Tónit hívja, de amikor a fiú meglátja Noémi nevét a kijelzőn, nem fogadja a hívását.
Magdi megtudja, hogy Hoffer József el akarja adni a lakását, és ezt el is mondja Tildának. Tilda azt javasolja Pálnak, hogy Tamás segítségével ők vegyék meg a lakást, de Pál nem hajlandó szóba állni az apjával. Közben Brigitta már látja, hogy köztük Gézával már mindennek vége. Tilda odamegy Tamáshoz, és békülni próbál vele, de Tamás mindenféle támogatást megtagad a fiataloktól. Tamás ez után Pálra támad, amiért „ráküldte” Tildát, hogy pénzt szedjen ki belőle. Dezső erőszakkal meg akarja csókolni Brigittát, de Géza a segítségére siet, és behúz egyet Dezsőnek. Brigitta kifejti Petrának, hogy talán mégis van rá remény, hogy Géza visszamegy hozzá.
Miközben Noémi Alajossal küzd, megpróbál segítséget kérni Lászlótól. Sikerül érzékeny ponton megrúgnia a férfit, így el tud menekülni. Összefut Lászlóval, aki a keresésére indult. Közben az egyre részegebb Tóni és Norbi felkeltik a rendőrök érdeklődését a viselkedésükkel. Beviszik őket az őrszobára, de később egy figyelmeztetéssel elengedik őket. László leszidja Tónit, amiért nem fogadta a bajban levő Noémi hívását. Tóni döbbenten értesül róla, mi történt Noémival. Noémi azonban nem hibáztatja Tónit, ő azonban teljesen átengedi magát az önmarcangolásnak.
Brigitta megköszöni Gézának, hogy kimentette Dezső karmai közül. Később Dezső bejelenti, hogy visszaköltözik vidékre. Elutazása előtt azonban megkeresi Gézát, és azt hazudja neki, hogy ő és Brigitta nem csak csókolóztak, de le is feküdtek egymással Zsolt lakásában. Géza később Brigitta szemére hányja, hogy ezt az „apróságot” elhallgatta előle, és nem hisz a lánynak, aki ártatlanságát bizonygatja. Brigitta elpanaszolja Orsolyának, hogy Dezső a hazugságával végleg megakadályozta, hogy visszaszerezze Gézát.
Miklós kacifántos tervet dolgoz ki, hogy megtudja, mire készül Zsolt, és egyben hogy elaltassa András gyanakvását. Először Gézát kéri meg, férkőzzön Zsolt bizalmába, majd azt javasolja Andrásnak, Géza segítségével próbáljon informálódni az építkezésen, elfogad-e (Miklós) kenőpénzt. András azonban Hoffer Józsefet kéri meg, legyen Géza mellett művezetősége első két hetében. Géza megpróbál „barátságot kötni” Zsolttal, de Zsolt már nem bízik meg benne. Közben Claudia nem mondott le róla, hogy saját építési vállalkozásba fogjon, de Andrásnak meggyőződése, hogy Claudia terve kudarcra van ítélve. Claudia és Miklós már alig várják, hogy sarokba szoríthassák Andrást és „birodalmát”.
Andrea felveti, hogy ő és Zsolt együtt lakhatnának a Szilágyi-lakásban, de a lány elképedésére Zsolt elutasítja az ajánlatot, mondván, hogy nem tenne jót a kapcsolatuknak, ha nemcsak együtt dolgoznának, de együtt is élnének.
Pál összevész Tildával, amiért a lány Tamástól akart pénzt kérni. Miközben Vilmos azt tanácsolja az unokájának, legközelebb beszéljen a férjével, mielőtt akcióba lép, Andrea Tildával ért egyet, és úgy véli, Pálnak kell megtennie az első lépést a békülés útján az apjával. Tilda, Vilmos tanácsát követve, bocsánatot kér Páltól, amiért nélküle döntött, de aztán kérdőre vonja makacssága miatt, amivel megakadályozza a családi kapcsolatok normalizálását. Bár Pál továbbra sem akar békülni Tamással, megállapodik Tildával, hogy a vitákat nem viszik magukkal a hálószobába, és a pár kibékül. Álmában Pál véletlenül legurul az ágyról, és beveri a fejét. Reggel rémülten látja meg belilult szemét a tükörben. Mindenki viccelődik rajta; Vilmos és László úgy gondolják, Tildától kapott az éjjel egy balegyenest.
Petra és György úgy döntenek, születésnapi összejövetelt szerveznek Krisztiánnak, és megígérik, hogy teljesítik Krisztián három kívánságát. Krisztián megragadja az alkalmat, és azt kívánja, Petra csókolja meg.

## Az évad végén történtek
A Géza–Kinga–Feri-szerelmiháromszög újabb fordulatot vesz. Claudia és Miklós akcióba lépnek Zsolt ellen. Claudia úgy dönt, felújítja kapcsolatát egy régi ismerőssel. András belekerül Emma és Zsuzsa csatározásának kellős közepébe. Pál kétségbeesetten távol akar tartani valakit születendő gyermekétől. László meghökkentő döntést hoz, amivel megsért valakit, aki közel áll hozzá. Felbukkan és felfordulást okoz egy régi családtag a Novák családban. Magdi kotnyeleskedése folytán Imrére rátör a féltékenység.
Aranka megint pénzt kér Feritől. Kinga beolvas neki, amiért a saját fián élősködik, de Aranka kikéri magának, hogy beleavatkozik az ügyeibe, és figyelmezteti Ferit, vigyázzon ezzel a nővel. Amikor Kinga megmondja Ferinek, hogy az anyja kihasználja, Feri azt válaszolja, hogy Kinga törődjön a saját dolgával, és lemondja az esti randevújukat. Kinga, hogy megmutassa Ferinek, mennyire nem érdekli, Gézát hívja el moziba, de Feri úgy tesz, mint akit ez nem rendít meg. Később azonban elpanaszolja Orsolyának, hogy Géza most szabad utat kapott Kingához.
Zsolt és Andrea megállapodnak, hogy amikor a lány végleg visszajön Ausztriából, szorosabbra fűzik a kapcsolatukat. Radnics nem érti, hogy Zsolt el akarja venni Andreát feleségül, ugyanakkor rá akarja tenni a kezét a kávéház másik felére is. Miklós azt tanácsolja Claudiának, melegítse fel barátságát Radniccsal, és próbáljon Zsoltra vonatkozó információt kiszedni belőle. Claudia beleegyezik, majd átad Miklósnak egy kék mappát, amelyben a bányával kapcsolatos dokumentumok vannak. Miklós hazaviszi a mappát, és Nórának azt hazudja, a bányavállalatnál keres állást.
Miközben András biztosítja róla Grétát, hogy ő és Zsuzsa boldogan befogadják Emmát hosszabb távra is, Zsuzsa nem hajlandó kibékülni Emmával. András később beolvas Zsuzsának, amiért képtelen megbocsátani Emmának. (András) Emmának azt hazudja, hogy Zsuzsa hamarosan meg fog bocsátani neki. Zsuzsa András kedvéért belemegy a játékba, de Emmát nem téveszti meg az erőltetett kedvesség. Noémi bocsánatot kér Emmától a szidalmakért. Emma sírva fakad, és megvallja, hogy még soha nem érezte ennyire magányosnak és feleslegesnek magát. Emma és Noémi tervet eszelnek ki Zsuzsa megbékítésére, de nem járnak sikerrel. Amikor András megtudja, hogy Emma megint visszautasításba ütközött, nagyon sajnálja a lányát.
Pál továbbra sem akar közösen vállalkozni Gézával, és Tamás pénzét is visszautasítja, amivel apja a születendő gyerek jövőjének biztosításához szeretne hozzájárulni. Miközben Pál azonnal vissza akarja küldeni a csekket Tamásnak, Tilda szerint a gyerek érdekét szem előtt tartva kellene eljárniuk. Pál váratlanul szövetségesre lel Gézában, aki szerint Pálnak igaza van, ha nem adja el a büszkeségét némi készpénzért. András felajánlja Gézának korábbi állását a cégnél, mire Géza elutasítja Pál javaslatát, hogy gondolják át még egyszer a motorbolt ügyet. Később azonban meggondolta magát, és Géza, Pál és Tilda együtt ünneplik a közös vállalkozás beindítását.
László az udvaron elcsúszik egy banánhéjon, és Magdit hibáztatja, amiért nem tartotta tisztán a házat. Később Orsolya elújságolja a családnak, hogy látogatóba jön hozzájuk Gitta néni. László dühösen tudja meg, hogy Magdi kidöntött egy kávéscsészét az íróasztalán, és több fontos papírja tönkrement. Magdi bocsánatot kér Lászlótól. László úgy véli, ideje, hogy valaki mással takaríttasson az irodában. Orsolya később hazajön, és közli, hogy Gitta néni eltűnt a kocsiból. Közben Magdi elmondja Gézának, hogy még egyszer ki kell takarítania László irodájában, mert korábban nem végzett tökéletes munkát. Gitta néni keresése közben Lászlónak az az ötlete támad, hogy maga is létesíthetne egy takarítóvállalatot. László és Orsolya megtalálják Gitta nénit, aki egy próbababával „társalog” egy üzlet előtt, mivel azt hiszi, élő ember. Nyilvánvalóvá válik, hogy Gitta néni Alzheimer kórban szenved. László később meglátja Magdi újabb takarításának eredményét: csak még nagyobb lett a felfordulás. László eldönti, hogy Magdinak mennie kell. Magdit megdöbbenti a verdikt.
Zsolt megsajnálja Mónikát és Imrét a sok bántás miatt, ami kapcsolatuk miatt érte őket, és meghívja a párocskát vacsorára magához. Ferinek megmondja, hogy őt is szívesen látja. Magdi véletlenül szerez tudomást az estéről Feritől, és azonnal lehetőséget lát arra, hogy feldúlja egy kicsit Mónika és Imre kapcsolatát, Ferit használva eszközül. Amikor Imre megérkezik Zsolt lakásába, Feri elmondja neki, mire gyanakszik Magdi. Imre kérdőre vonja Zsoltot, mi a szándéka Mónikával. Mónika csodálkozva tapasztalja, hogy Magdi nem ellenzi, hogy Imrével találkozzon. Gyanúsnak találja Magdi viselkedését, és megkérdezi Vilmost, miben mesterkedik az anyja. Vilmosnak fogalma sincs, de később megkérdezi Magdit, aki tagadja, hogy bármire készülne. Zsolt hangoztatja ártatlanságát, és hogy egyáltalán nem akar kikezdeni Mónikával, de Imre nincs megnyugodva, mivel a saját szemével látja, milyen intim barátság van még mindig Mónika és Zsolt között. Imre hirtelen ráébred, hogy ezek ketten már nagyon régen ismerik egymást.

## Az évad szereplői
- Balassa Imre (Kinizsi Ottó)
- Bartha Zsolt (Rékasi Károly)
- Berényi András (R. Kárpáti Péter)
- Berényi Bandi (Bereczki Gergő) (2004. szeptembertől)
- Berényi Claudia (Ábrahám Edit)
- Berényi Miklós (Szőke Zoltán)
- Berényi Zsuzsa (Csomor Csilla)
- Dr. Balogh Nóra (Varga Izabella)
- Dr. Ferenczy Orsolya (Lóránt Kriszta)
- Egresi Tóni (Dósa Mátyás)
- Harmathy Emma (Marenec Fruzsina) (2004. decembertől)
- Kertész Géza (Németh Kristóf)
- Kertész Magdi (Fodor Zsóka)
- Kertész Mónika (Farkasházi Réka) (2004. decembertől)
- Kertész Vilmos (Várkonyi András)
- Mátyás Richárd (Galgóczy Gáspár) (2004. decembertől)
- Mátyás Tilda (Szabó Erika)
- Nádor Kinga (Balogh Edina) (2005. januártól)
- Novák László (Tihanyi-Tóth Csaba)
- Szentmihályi György (Gyetván Csaba) (2005. januárig)
- Szentmihályi Zsófia (Lékai-Kiss Ramóna)
- Szilágyi Andrea (Deutsch Anita) (2005. januárig, majd július)
- Szilágyi Pál (Bruckmann Balázs)
- Temesvári Noémi (Csifó Dorina)
- Vadász Ferenc (Sárosi Gábor Áron) (2005. márciustól)
- Varga Brigitta (Kántor Zsuzsa) (2004. novemberig, egy liftaknába zuhant és meghalt)
- Varga Petra (Németh Franciska) (2005. januárig)

### További szereplők
- Pisti, a pincér (Óré István) (2005. januárig)
- Radnics Szabolcs (Laklóth Aladár) (2004. decemberig, majd 2005. júliustól)
- Kövér Norbert (Endrődi Attila) (2004. decemberig)
- Szilágyi Tamás (Bognár Zsolt) (2004. augusztusig)
- Hoffer József (Körtvélyessy Zsolt) (2004. szeptember)
- Torday Dezső (Róbert Gábor) (2004. augusztusig)
- Endrődi Krisztián (Maróti Attila) (2004. szeptemberig, meghalt)
- Pierre Berger (Tóth Sándor) (2004. október-2005. április)
- Menner Tibor (Simonkovits Ákos) (2004. november-2005. január)
- Nagy Gréta (Téli Márta) (2004. decembertől)
- Mátyás Ildikó (Janza Kata) (2004. december)
- Novák Csaba (Kővári Tamás) (2004. december-2005. január)
- Mányoki Benedek (Hoffmann Gábor) (2005. január-február)
- Kőrösi Csongor (Wallot Dan Yannick) (2005. február-május)
- Vadász Károly (Bartus Gyula) (2005. február)
- Ökrös Jenő (Vastag Csaba) (2005. április-június)
- Kocsis Szabina (Mészáros Szilvia)
- Ágotai Attila (Somló Gábor) (2005. április-május)
- Király "Gólya" Tivadar (Tahi Tóth László) (2005. április-június)
- Gyurta Dániel - önmaga (2005. május)
- Berényi Kata (Juga Veronika) (2005. május)
- Vadász Aranka (Juhász Róza) (2005. májustól)
- Temesvári Gitta (Venczel Vera) (2005. júliustól)

### A karácsonyi különkiadás szereplői
- Berényi Zoltán (Figlár Tamás)
- Berényi András (Deli Dániel)
- Berényi Miklós (Morvay Bence)
- Palotai Zsuzsa (Simó Fanna)
- Balogh Nóra (Kántor Kitty)
- Novák László (Varga Péter)
- Kertész Bálint (Gellért István)
- Kertész Ildikó (Kovács Vivien)
- Kornyai Emília (Kóró) (Pécsi Ildikó)
- Molnár Kázmér (Benkóczy Zoltán)
- Krautz Zsigmond (Reviczky Gábor)
- Császár Fülöp (Besenczi Árpád)
- Lengyel Bálint (Aradszky László)
- Dóczy Ernő (Jászai László)
- Dóczy Júlia (Huszárik Kata)